# Бекасовые
Бека́совые (лат. Scolopacidae) — разветвлённое семейство птиц из отряда ржанкообразных (Charadriiformes).

## Описание
Представители бекасовых обитают на побережьях и во влажных биотопах. Лишь немногие виды приспособлены к засушливым местностям. Характерным признаком бекасовых являются довольно длинные ноги и длинный клюв, с помощью которого они ищут добычу в иле и прибрежной гальке. К пище бекасовых относятся черви, моллюски, ракообразные, небольшие рыбы, насекомые и их личинки, а также частично еда растительного происхождения.
Многие виды гнездятся на открытой местности, встречаясь в северной Европе и Сибири. В других частях Европы их можно увидеть только во время перелётов, когда они крупными стаями останавливаются у водоёмов. Большинство видов откладывает яйца в небольших углублениях в земле, где они благодаря своей пятнистой раскраске хорошо замаскированы. Вылупившиеся птенцы покидают гнездо очень быстро и начинают самостоятельно искать пищу, хотя и остаются под присмотром и продолжают обогреваться одним из родителей. Многие виды бекасовых зимуют в Африке, некоторые также на юге Европы и в Азии. Иногда примечательны их перелётные достижения, например у исландского песочника (Calidris canutus). Иногда они совершают перелёты ночью, издавая при этом характерные звуки.

## Классификация
Международный союз орнитологов относит к семейству 15 родов и 98 видов:
- Бартрамии (Bartramia)
  - Бартрамия (Bartramia longicauda)
- Кроншнепы (Numenius)
  - Таитийский кроншнеп (Numenius tahitiensis)
  - Средний кроншнеп (Numenius phaeopus)
  - Numenius hudsonicus
  - Кроншнеп-малютка (Numenius minutus)
  - Эскимосский кроншнеп (Numenius borealis)
  - Американский кроншнеп (Numenius americanus)
  - Дальневосточный кроншнеп (Numenius madagascariensis)
  - Тонкоклювый кроншнеп (Numenius tenuirostris)
  - Большой кроншнеп (Numenius arquata)
- Веретенники (Limosa)
  - Малый веретенник (Limosa lapponica)
  - Большой веретенник (Limosa limosa)
  - Канадский веретенник (Limosa haemastica)
  - Пятнистый веретенник (Limosa fedoa)
- Бекасовидные веретенники (Limnodromus)
  - Азиатский бекасовидный веретенник (Limnodromus semipalmatus)
  - Американский бекасовидный веретенник (Limnodromus scolopaceus)
  - Короткоклювый бекасовидный веретенник (Limnodromus griseus)
- Гаршнепы (Lymnocryptes)
  - Гаршнеп (Lymnocryptes minimus)
- Вальдшнепы (Scolopax)
  - Американский вальдшнеп (Scolopax minor)
  - Вальдшнеп (Scolopax rusticola)
  - Амамийский вальдшнеп (Scolopax mira)
  - Scolopax bukidnonensis
  - Малайский вальдшнеп (Scolopax saturata)
  - Новогвинейский вальдшнеп (Scolopax rosenbergii)
  - Целебесский вальдшнеп (Scolopax celebensis)
  - Молуккский вальдшнеп (Scolopax rochussenii)
- Оклендские песочники (Coenocorypha)
  - † Coenocorypha barrierensis
  - † Coenocorypha iredalei
  - Coenocorypha pusilla
  - Coenocorypha huegeli
  - Оклендский песочник (Coenocorypha aucklandica)
- Бекасы (Gallinago)
  - Королевский бекас (Gallinago imperialis)
  - Gallinago jamesoni
  - Кордильерский бекас (Gallinago stricklandii)
  - Горный дупель (Gallinago solitaria)
  - Гималайский бекас (Gallinago nemoricola)
  - Дупель (Gallinago media)
  - Лесной дупель (Gallinago megala)
  - Азиатский бекас (Gallinago stenura)
  - Японский бекас (Gallinago hardwickii)
  - Африканский бекас (Gallinago nigripennis)
  - Бекас (Gallinago gallinago)
  - Американский бекас (Gallinago delicata)[6]
  - Большой бекас (Gallinago undulata)
  - Длинноклювый бекас (Gallinago nobilis)
  - Южноамериканский бекас (Gallinago andina)
  - Мадагаскарский бекас (Gallinago macrodactyla)
  - Gallinago paraguaiae
  - Gallinago magellanica
- Плосконосые плавунчики (Phalaropus)[источник не указан 738 дней]
  - Трёхцветный плавунчик (Phalaropus tricolor)
  - Круглоносый плавунчик (Phalaropus lobatus)
  - Плосконосый плавунчик (Phalaropus fulicarius)
- Мородунки (Xenus)
  - Мородунка (Xenus cinereus)
- Перевозчики (Actitis)
  - Перевозчик (Actitis hypoleucos)
  - Пятнистый перевозчик (Actitis macularius)
- Улиты (Tringa)
  - Черныш (Tringa ochropus)
  - Улит-отшельник (Tringa solitaria)
  - Пепельный улит (Tringa brevipes)
  - Американский пепельный улит (Tringa incana)
  - Поручейник (Tringa stagnatilis)
  - Фифи (Tringa glareola)
  - Травник (Tringa totanus)
  - Желтоногий улит (Tringa flavipes)
  - Охотский улит (Tringa guttifer)
  - Перепончатопалый улит (Tringa semipalmata)
  - Щёголь (Tringa erythropus)
  - Большой улит (Tringa nebularia)
  - Пёстрый улит (Tringa melanoleuca)
- Prosobonia
  - † Prosobonia cancellata
  - † Таитянский песочник (Prosobonia leucoptera)
  - † Prosobonia ellisi
  - Южный улит (Prosobonia  parvirostris)[7]
- Камнешарки (Arenaria)
  - Камнешарка (Arenaria interpres)
  - Чёрная камнешарка (Arenaria melanocephala)
- Песочники (Calidris)
  - Большой песочник (Calidris tenuirostris)
  - Исландский песочник (Calidris canutus)
  - Бурунный кулик (Calidris virgata)
  - Турухтан (Calidris pugnax)
  - Грязовик (Calidris falcinellus)
  - Острохвостый песочник (Calidris acuminata)
  - Ходулочниковый песочник (Calidris himantopus)
  - Краснозобик (Calidris ferruginea)
  - Белохвостый песочник (Calidris temminckii)
  - Длиннопалый песочник (Calidris subminuta)
  - Песочник-красношейка (Calidris ruficollis)
  - Лопатень (Calidris pygmaea)
  - Желтозобик или Канадский песочник (Calidris subruficollis)
  - Песчанка (Calidris alba)
  - Чернозобик (Calidris alpina)
  - Морской песочник (Calidris maritima)
  - Берингийский песочник (Calidris ptilocnemis)
  - Бэрдов песочник (Calidris bairdii)
  - Кулик-воробей (Calidris minuta)
  - Песочник-крошка (Calidris minutilla)
  - Бонапартов песочник (Calidris fuscicollis)
  - Дутыш (Calidris melanotos)
  - Перепончатопалый песочник (Calidris mauri)
  - Малый песочник (Calidris pusilla)

## Галерея

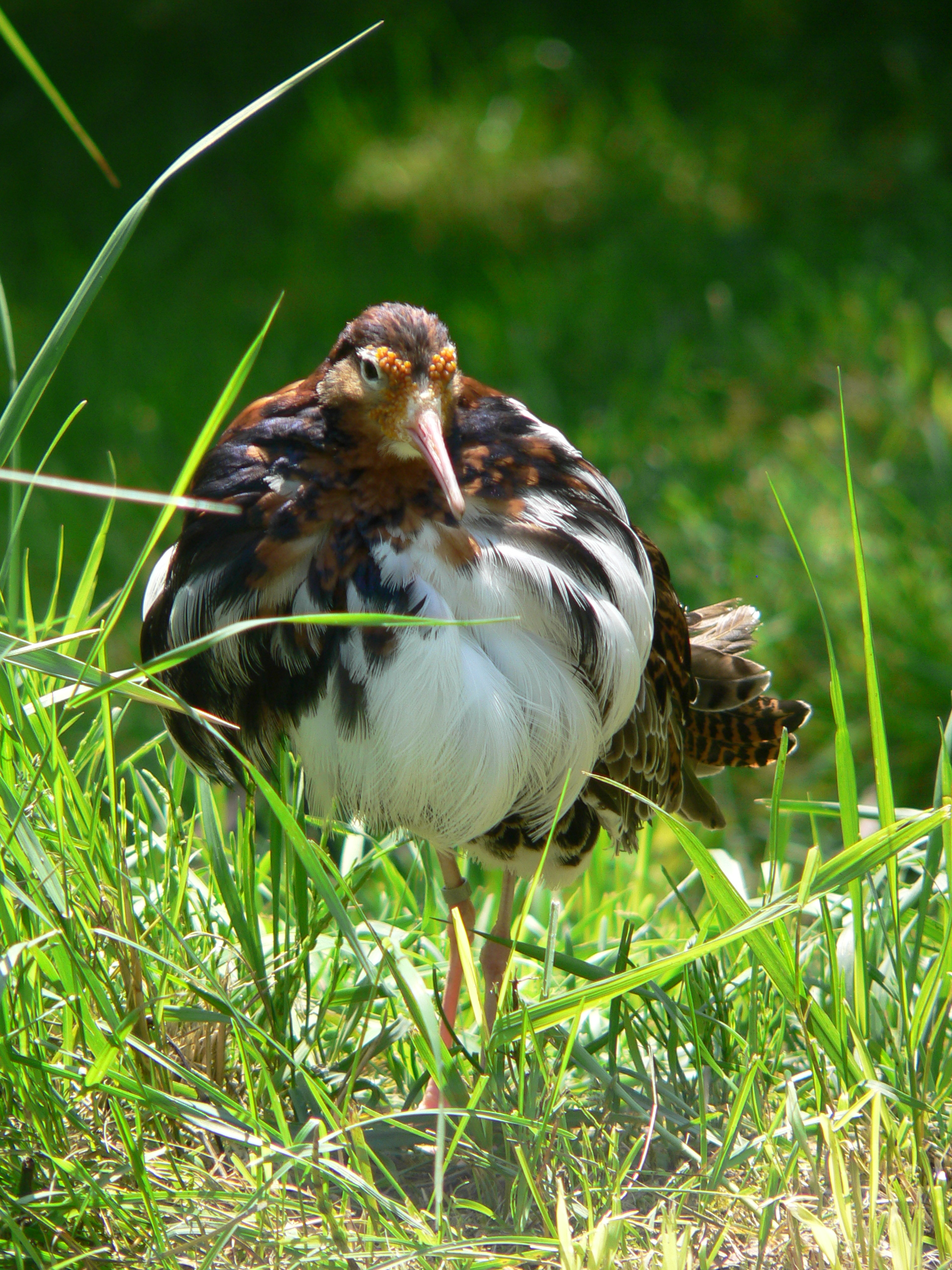
Турухтан в брачном оперении
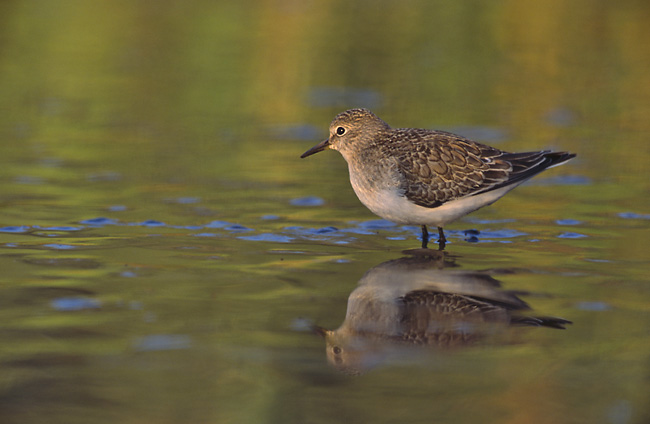
Белохвостый песочник
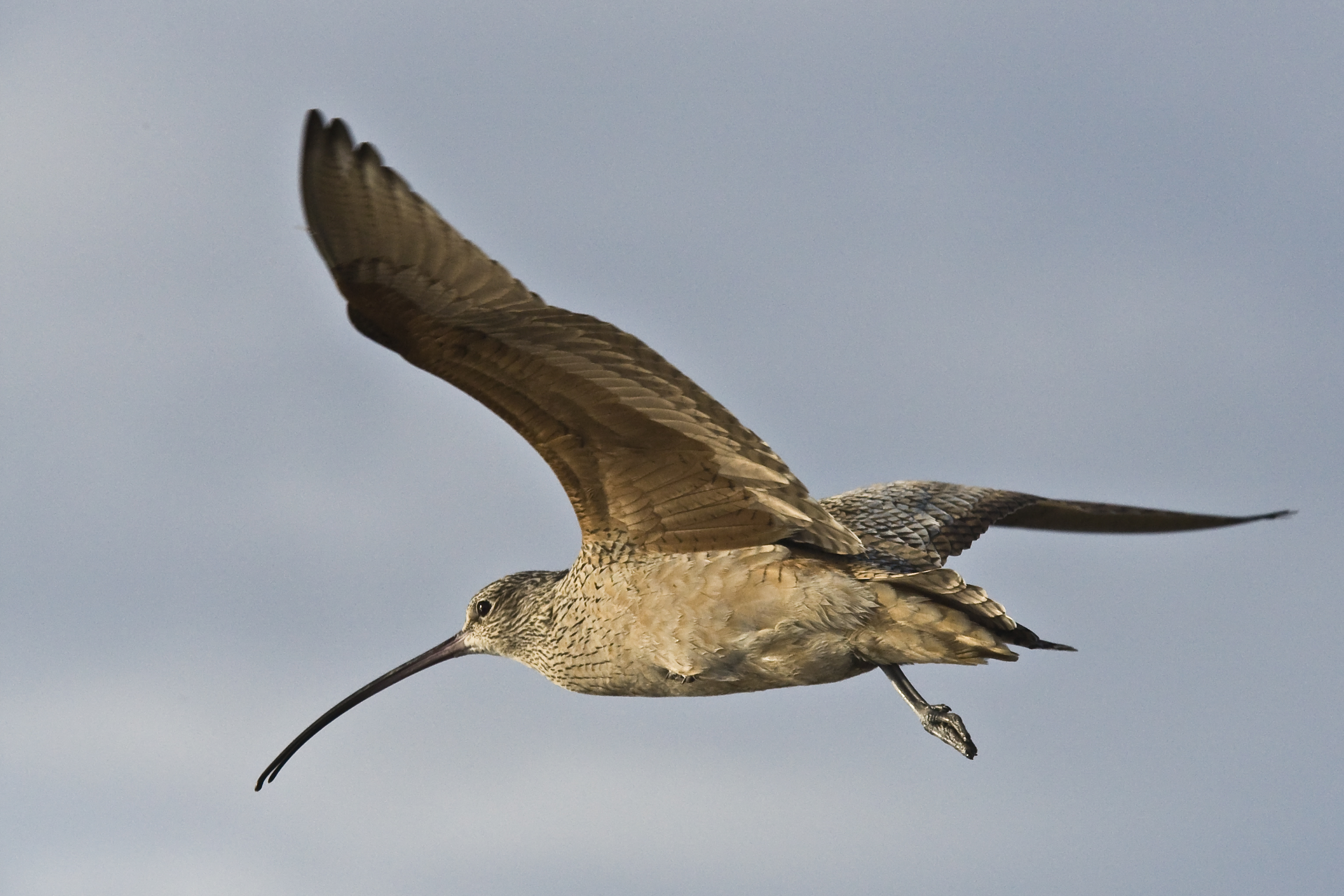
Американский кроншнеп
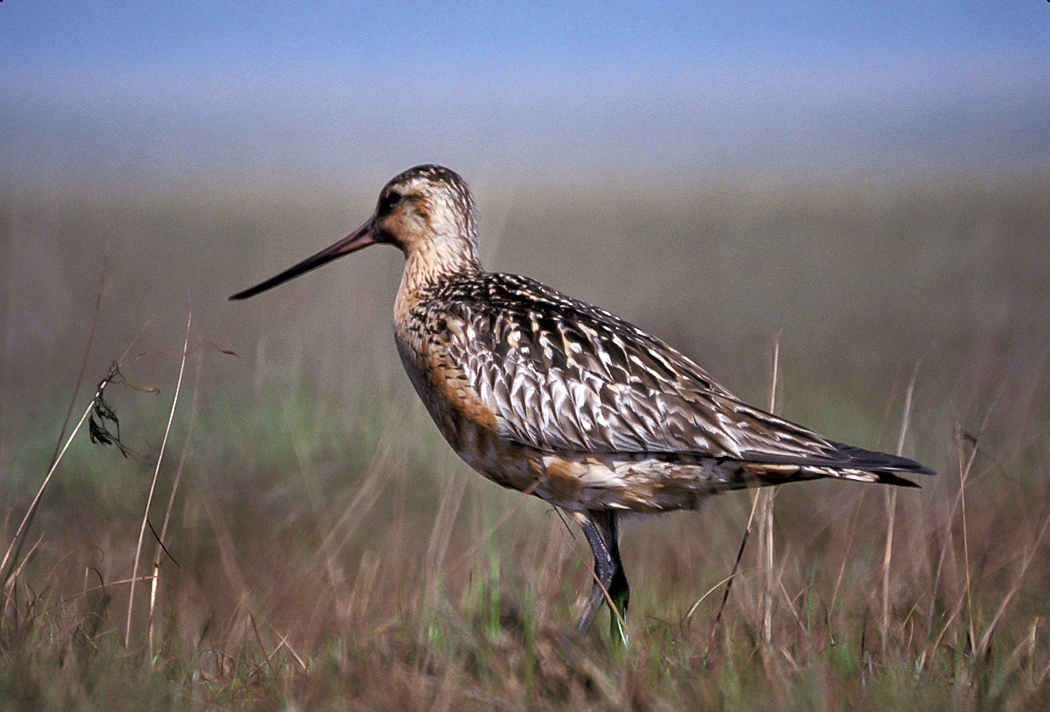
Малый веретенник
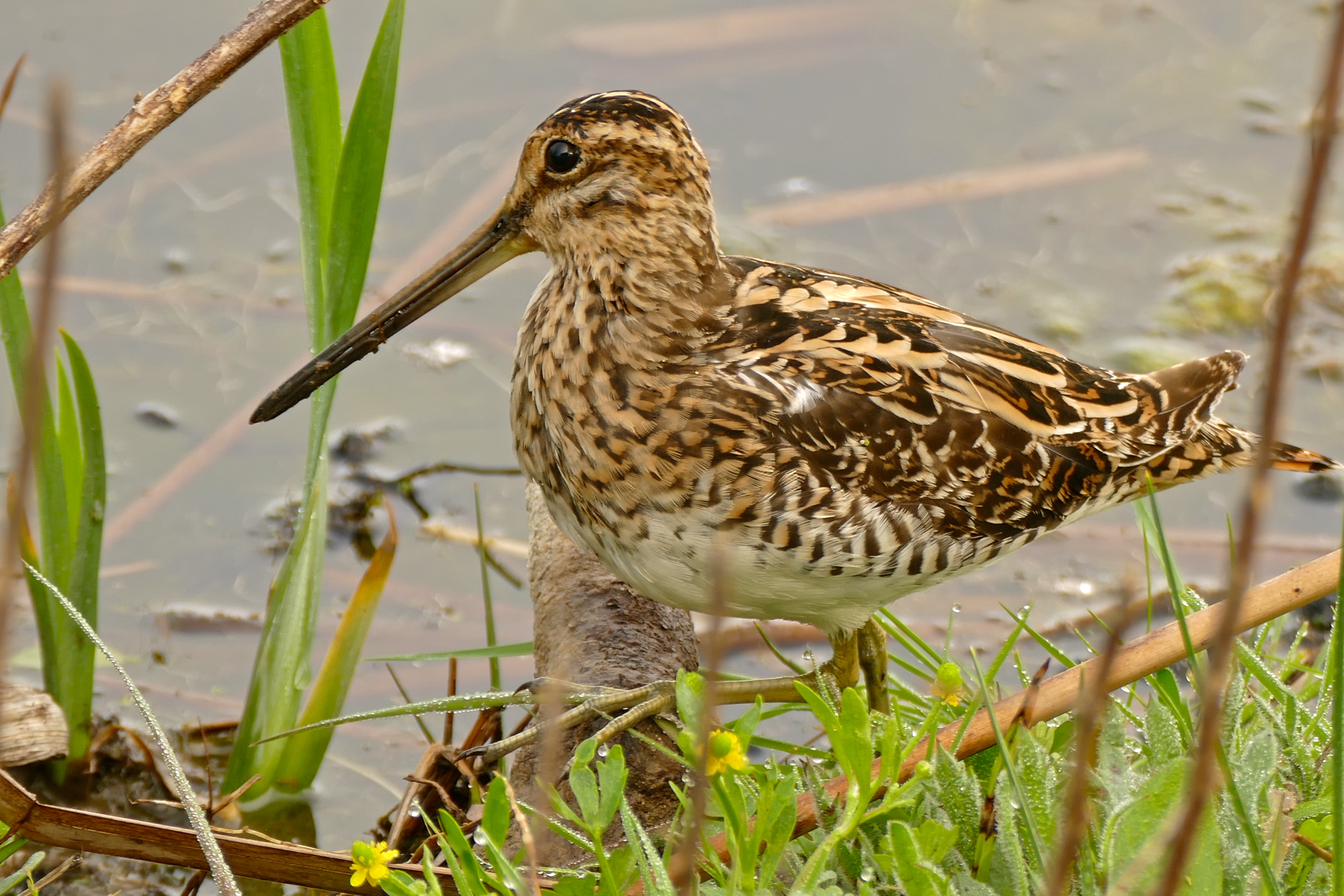
Обыкновенный бекас